# Stazione di Ōmiya (Saitama)

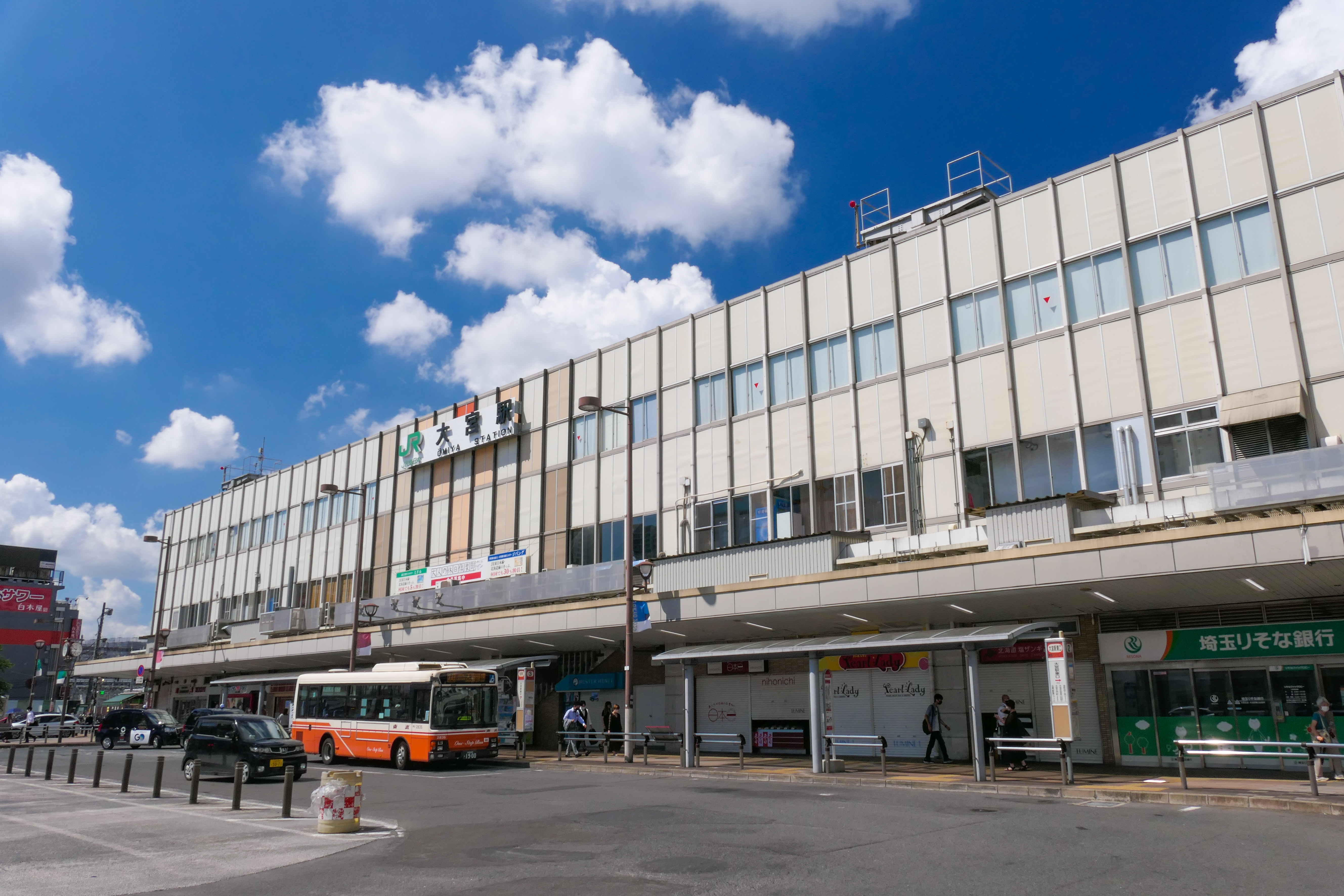
Il lato est della stazione

La stazione di Ōmiya (大宮駅?, Ōmiya-eki) è la principale stazione ferroviaria della città di Saitama nella prefettura omonima e si trova a Ōmiya-ku. Si tratta di una delle maggiori stazioni del nord del Kantō, dalla quale si diramano diverse linee di treni Shinkansen e regionali dirette verso le regioni del Tōhoku, dell'Hokuriku e del Shin'etsu, e nelle immediate vicinanze sono presenti depositi, officine di manutenzione e uffici delle ferrovie, al punto che la zona attorno al terminal è soprannominata "la città dei treni".

## Storia
Quando, nel 1883 venne inaugurata la prima linea ferroviaria a nord di Tokyo, che collegava Ueno con Kumagaya, era presente la stazione di Urawa, l'allora capoluogo prefettizio, e la successiva era quella di Ageo, e quindi Ōmiyaera priva di una stazione ferroviaria. Infatti, nonostante la presenza dell'importante Santuario di Hikawa, l'area di sosta di Omiya, dopo la restaurazione Meiji, aveva iniziato a perdere di importanza, e proprio per il fatto che in questa zona erano presenti solamente 243 abitazioni, fu deciso che non sarebbe stata aperta una stazione.
Successivamente, il sindaco del villaggio di Ōmiya, Shirai Sukeshichi, temendo che l'assenza della stazione isolasse ulteriormente tutta l'area circostante, mise a disposizione un terreno per realizzare la stazione; quando, due anni dopo, venne realizzata la linea principale Tōhoku, unente Tokyo con Aomori, vi fu il quesito relativo a quale stazione usare come punto di diramazione dalla linea Takasaki. Le opzioni furono Takasaki, Urawa e, per l'appunto, Ōmiya, che alla fine venne scelta.
La stazione venne aperta il 16 marzo 1885, dalla compagnia ferroviaria privata Ferrovie del Giappone (本鉄道?, Nippon Tetsudō), e fu nazionalizzata in seguito al processo di nazionalizzazione delle ferrovie nel 1907.
Con il dopoguerra, aumentarono di volta in volta le linee ferroviarie afferenti, fra cui l'arrivo dello Shinkansen, nel 1982, della linea Ina, e della linea Saikyō due anni dopo.

## Linee e servizi
East Japan Railway Company
■ Tōhoku Shinkansen
■ Jōetsu Shinkansen
■ Hokuriku Shinkansen
■ Akita Shinkansen
■ Yamagata Shinkansen
 Linea Saikyō
 Linea Shōnan-Shinjuku
 Linea Keihin-Tōhoku
 Linea Takasaki
 Linea Utsunomiya
■ Linea principale Tōhoku
■ Linea Kawagoe
■ Narita Express
Ferrovie Tōbu
 Linea Tōbu Noda (Tōbu Urban Park Line)
Saitama New Urban Transit
● Linea Ina (New Shuttle)

## Strutture e impianti

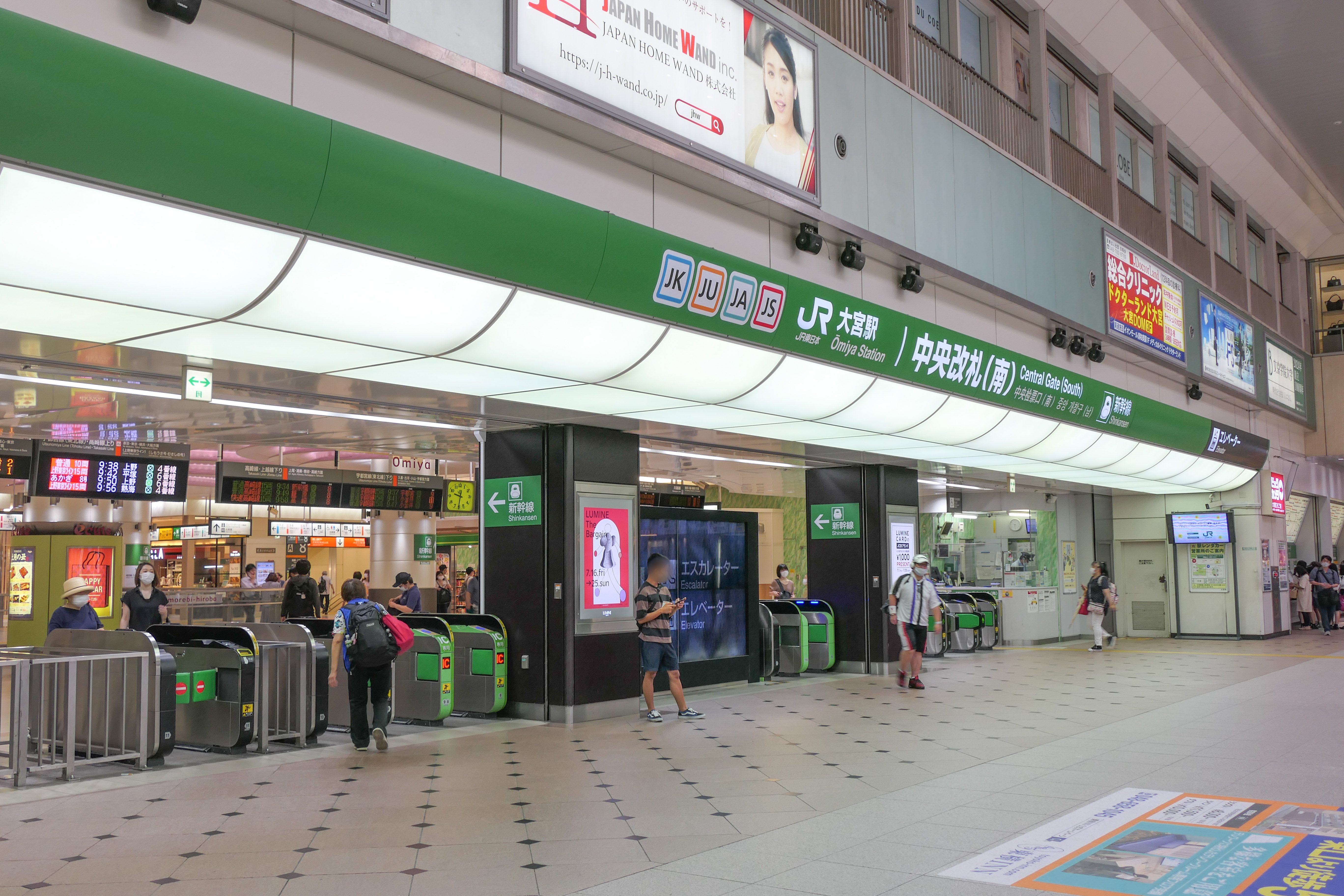
Cancello biglietteria

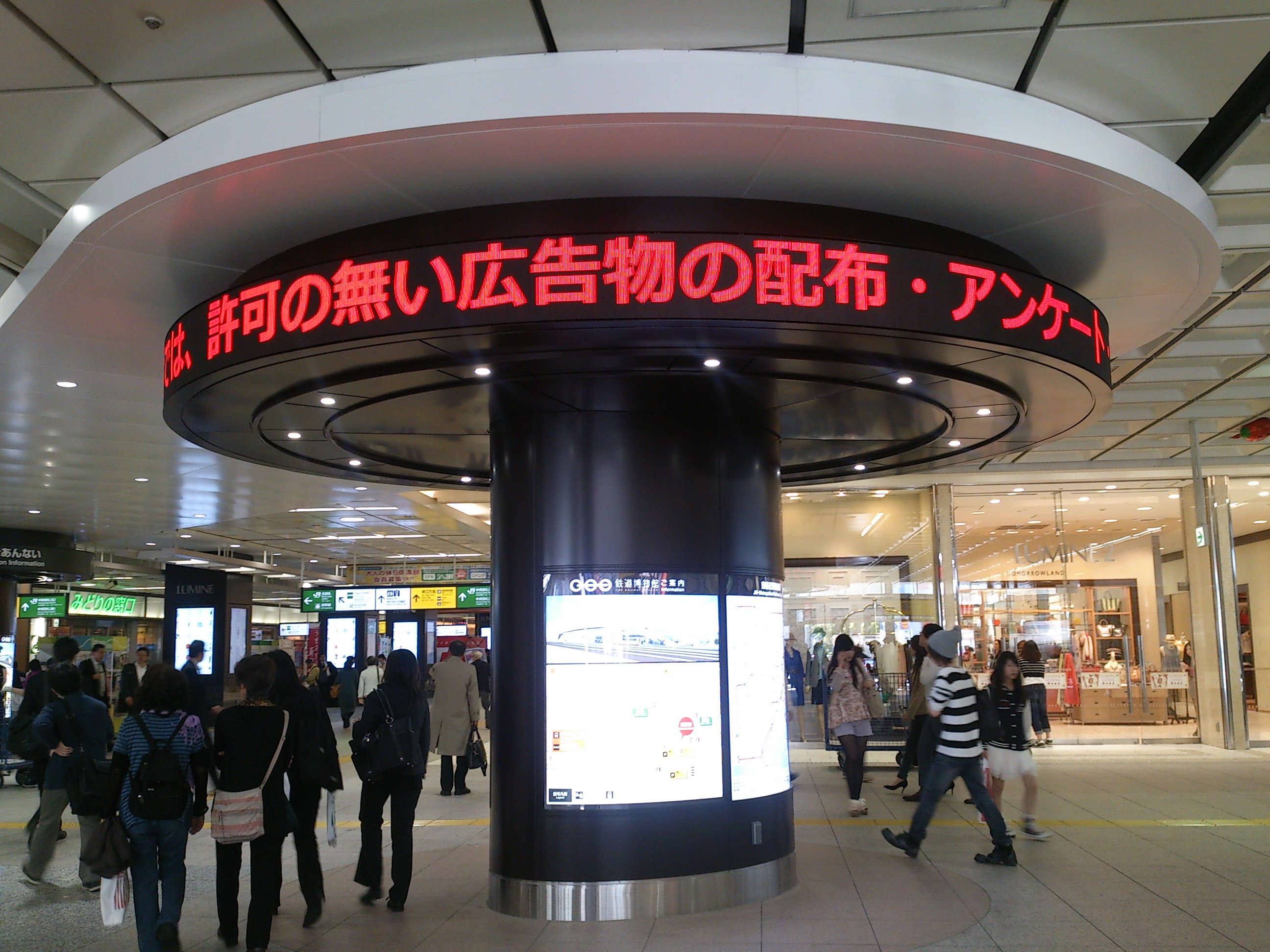
Passaggio est-ovest

La stazione ferroviaria funge da grande contenitore per le varie linee, gestite da diversi operatori, che la utilizzano, e contiene diversi centri commerciali e aree retail. 
Il più grande di questi è il Lumine, presente in tutte le maggiori stazioni dell'area della capitale, ed è diviso in Lumine 1 e Lumine 2. I negozi si dispongono su più piani, e al livello del tetto, le due aree sono unite, e sovrastate da una piastra parcheggio. 
Dal punto di vista architettonico, la stazione dispone di una grande piastra di collegamento fra il lato est e ovest, con due corridoi trasversali, ognuno con aree tornelli su entrambi i lati. Lungo questi corridoi si trovano diversi negozi, nonché la biglietteria JR East, e, al centro di uno dei due corridoi, un ufficio informazioni e alcuni punti di ritrovo.

### Stazione JR East
La parte relativa alla JR East è divisa in tre parti: 
- 9 binari in superficie per le linee JR locali e per la lunga percorrenza
- 6 binari sopraelevati per le linee Shinkansen ad alta velocità
- 4 binari sotterranei per le linee JR pendolari Saikyō e Kawagoe

#### Binari 1-11
| 1-2  | ■ Linea Keihin-Tōhoku                                  | per Ueno, Tokyo, Yokohama e Ōfuna                                     |
| 3-4  | ■ Linea Utsunomiya                                     | per Akabane, Oku e Ueno                                               |
| 3-4  | ■ Linea Shōnan-Shinjuku (via linea Yokosuka)           | per Shinjuku, Yokohama, Ōfuna e Zushi                                 |
| 3-4  | ■ Musashino                                            | per Kita-Asaka, Fuchū-Hommachi, Tachikawa e Hachiōji                  |
| 3-4  | ■ Shimousa                                             | per Minami-Koshigaya, Shin-Matsudo, Nishi-Funabashi e Kaihin-Makuhari |
| 6-7  | ■ Linea Takasaki                                       | per Akabane, Oku e Ueno                                               |
| 6-7  | ■ Linea Shōnan-Shinjuku (via linea principale Tōkaidō) | Shinjuku, Yokohama, Hiratsuka e Odawara                               |
| 7    | ■ Narita Express                                       | per Narita Aeroporto                                                  |
| 8-11 | ■ Linea Takasaki linea Jōetsu e linea Ryōmō)           | per Kumagaya, Takasaki, Maebashi, Minakami e Naganohara-Kusatsuguchi  |
| 9-11 | ■ Linea Utsunomiya                                     | per Oyama, Utsunomiya, e Kuroiso                                      |
| 11   | Spacia (via linea Tōbu Nikkō)                          | per Tochigi, Tōbu Nikkō, e Kinugawa-onsen                             |

#### Binari 13-18
| 13-14-15 | Shinkansen                    | per Ueno e Tokyo                                                               |
| 16       | Tōhoku Shinkansen Treni extra | per Utsunomiya, Fukushima, Sendai, Morioka, Shin-Aomori e Shin-Hakodate-Hokuto |
| 17       | Tōhoku Shinkansen             | per Sendai, Morioka e Shin-Aomori                                              |
| 17       | ■ Yamagata Shinkansen Tsubasa | per Yamagata e Shinjō                                                          |
| 17       | ■ Akita Shinkansen Komachi    | per Kakunodate e Akita                                                         |
| 18       | Jōetsu Shinkansen             | per Takasaki, Nagaoka e Niigata                                                |
| 18       | Nagano Shinkansen             | per Takasaki, Karuizawa e Nagano                                               |

## Stazioni adiacenti

### Linee JR
| «                                  | Servizio                           | »                  |
| Tōhoku Shinkansen                  | Tōhoku Shinkansen                  | Tōhoku Shinkansen  |
| ---------------------------------- | ---------------------------------- | ------------------ |
| Ueno                               | -                                  | Oyama              |
| Hokuriku Shinkansen                |                                    |                    |
| Ueno                               | -                                  | Kumagaya           |
| Linea Utsunomiya (Ueno-Tokyo Line) |                                    |                    |
| Urawa                              | Rapido Pendolari                   | Kuki               |
| Urawa                              | Rapido "Rabbit"                    | Hasuda             |
| Saitama Shintoshin                 | Locale                             | Toro               |
| Linea Takasaki (Ueno-Tokyo Line)   |                                    |                    |
| Urawa                              | Rapido Pendolari                   | Kōnosu             |
| Urawa                              | Rapido "Urban"                     | Ageo               |
| Saitama Shintoshin                 | Locale                             | Miyahara           |
| Linea Shōnan-Shinjuku              |                                    |                    |
| Urawa                              | Rapido Speciale Tōkaidō - Takasaki | Ageo               |
| Urawa                              | Rapido Tōkaidō - Takasaki          | Miyahara           |
| Urawa                              | Rapido Yokosuka - Utsununomiya     | Hasuda             |
| Urawa                              | Locale Yokosuka - Utsununomiya     | Toro               |
| Linea Saikyō-Kawagoe               |                                    |                    |
| Musashi-Urawa                      | Rapido Pendolari                   | Nisshin            |
| Yono-Honmachi                      | Rapido                             | Nisshin            |
| Kita-Yono                          | Locale                             | Nisshin            |
| Linea Keihin-Tōhoku                |                                    |                    |
| Capolinea                          | Rapido                             | Saitama Shintoshin |
| Capolinea                          | Locale                             | Saitama Shintoshin |

### Altre linee
| «                               | Servizio                        | »                               |
| Linea Tōbu Noda Urban Park Line | Linea Tōbu Noda Urban Park Line | Linea Tōbu Noda Urban Park Line |
| ------------------------------- | ------------------------------- | ------------------------------- |
| Capolinea                       | -                               | Kita-Ōmiya                      |
| Linea Ina (New Shuttle)         |                                 |                                 |
| Capolinea                       | -                               | Tetsudō Hakubutsukan            |